# 小松崎佑也
小松崎佑也（日语：／ Komatsuzaki Yūya，1987年9月5日—），日本男子羽毛球運動員。茨城縣出生，畢業於阿見町立阿見中学校、常総学院高校和法政大学，現隸屬於NTT東日本株式會社総務人事部，並為該社羽毛球隊的經理兼隊員，隊員編號8號。

## 簡歷
2013年3月，小松崎佑也與竹內宏氣合作打進波蘭公開賽男雙決賽，最終以1比2（19-21、24-22、17-21）不敵波蘭組合，屈居亞軍。

## 主要比賽成績
只列出曾進入準決賽的國際賽事成績：
| 年份   | 賽事                 | 公開賽級別 | 項目     | 拍檔     | 成績   |
| ------ | -------------------- | ---------- | -------- | -------- | ------ |
| 2009年 | 大阪羽毛球國際挑戰賽 | 國際挑戰賽 | 男子雙打 | 垰畑亮太 | 準決賽 |
| 2013年 | 波蘭羽毛球公開賽     | 國際挑戰賽 | 男子雙打 | 竹內宏氣 | 亞軍   |
| 2014年 | 大阪羽毛球國際挑戰賽 | 國際挑戰賽 | 男子雙打 | 竹內宏氣 | 準決賽 |

| 2007-2017年 | 首要超級賽 | 超級賽 | 黃金大獎賽 | 大獎賽 | 國際挑戰賽 | 國際系列賽 | 未來系列賽 | 其他 |

| 2018-2026年 | 總決賽 | 超級1000賽 | 超級750賽 | 超級500賽 | 超級300賽 | 超級100賽 | 國際挑戰賽 | 國際系列賽 | 未來系列賽 | 其他 |